# Velkua
Velkua est une ancienne municipalité de Finlande, dans la région de Finlande du Sud-Ouest.

## Description
Son territoire est insulaire, et se situe dans l'Archipel de Turku. Outre les 3 îles principales, elle compte plus de 300 îles et îlots (en tout seulement 8 îles sont habitées de manière permanente).
La seule route la connecte à la municipalité d'Askainen, et par là à Turku distante de 48 km. Un bac la relie à Taivassalo. Les autres municipalités environnantes, sans lien direct, sont Iniö, Korpo, Kustavi, Merimasku et Rymättylä.
Elle a fusionné le 1er janvier 2009 avec la ville de Naantali.